# Cagnoncles

Cagnoncles este o comună în departamentul Nord, Franța. În 1 ianuarie 2022 avea o populație de 662 de locuitori.